# Gorni Tsibăr
Gorni Tsibăr (bulgariska: Горни Цибър) är ett distrikt i Bulgarien.   Det ligger i kommunen Obsjtina Văltjedrăm och regionen Montana, i den nordvästra delen av landet, 120 km norr om huvudstaden Sofia.